# Goran Šukalo
Goran Šukalo (Capodistria, 24 agosto 1981) è un ex calciatore sloveno, di ruolo centrocampista.

## Carriera

### Club
Ha iniziato a giocare in patria con il Koper. Dopo aver esordito in massima serie nella stagione 1998-1999, la squadra retrocesse; l'anno seguente vinse immediatamente il campionato, tornando in massima serie.
Nella stagione 2001-2002 si è trasferito in Germania: da allora ha sempre militato nel campionato tedesco tra seconda e terza serie, vincendo il campionato di terza serie nel 2002-2003 e contribuendo alla promozione dell'Alemannia nella stagione 2005-2006.

### Nazionale
Ha debuttato in nazionale il 21 agosto 2002 nella vittoriosa amichevole contro l'Italia, giocando i primi 70 minuti prima di essere sostituito da Aleksandar Radosavljevič. La sua prima rete in nazionale risale all'amichevole contro l'Ungheria del 20 agosto 2003.

## Statistiche

### Cronologia presenze e reti in nazionale
| Cronologia completa delle presenze e delle reti in nazionale ― Slovenia | Cronologia completa delle presenze e delle reti in nazionale ― Slovenia | Cronologia completa delle presenze e delle reti in nazionale ― Slovenia | Cronologia completa delle presenze e delle reti in nazionale ― Slovenia | Cronologia completa delle presenze e delle reti in nazionale ― Slovenia | Cronologia completa delle presenze e delle reti in nazionale ― Slovenia | Cronologia completa delle presenze e delle reti in nazionale ― Slovenia | Cronologia completa delle presenze e delle reti in nazionale ― Slovenia |
| Data                                                                    | Città                                                                   | In casa                                                                 | Risultato                                                               | Ospiti                                                                  | Competizione                                                            | Reti                                                                    | Note                                                                    |
| ----------------------------------------------------------------------- | ----------------------------------------------------------------------- | ----------------------------------------------------------------------- | ----------------------------------------------------------------------- | ----------------------------------------------------------------------- | ----------------------------------------------------------------------- | ----------------------------------------------------------------------- | ----------------------------------------------------------------------- |
| 21-8-2002                                                               | Trieste                                                                 | Italia                                                                  | 0 – 1                                                                   | Slovenia                                                                | Amichevole                                                              | -                                                                       | 69’                                                                     |
| 7-9-2002                                                                | Lubiana                                                                 | Slovenia                                                                | 3 – 0                                                                   | Malta                                                                   | Qual. Euro 2004                                                         | -                                                                       | 75’ 81’                                                                 |
| 12-10-2002                                                              | Saint-Denis                                                             | Francia                                                                 | 5 – 0                                                                   | Slovenia                                                                | Qual. Euro 2004                                                         | -                                                                       |                                                                         |
| 12-2-2003                                                               | Nova Gorica                                                             | Slovenia                                                                | 1 – 5                                                                   | Svizzera                                                                | Amichevole                                                              | -                                                                       | 59’                                                                     |
| 2-4-2003                                                                | Lubiana                                                                 | Slovenia                                                                | 4 – 1                                                                   | Cipro                                                                   | Qual. Euro 2004                                                         | -                                                                       |                                                                         |
| 30-4-2003                                                               | Ta' Qali                                                                | Malta                                                                   | 1 – 3                                                                   | Slovenia                                                                | Qual. Euro 2004                                                         | -                                                                       |                                                                         |
| 7-6-2003                                                                | Antalya                                                                 | Israele                                                                 | 0 – 0                                                                   | Slovenia                                                                | Qual. Euro 2004                                                         | -                                                                       |                                                                         |
| 20-8-2003                                                               | Murska Sobota                                                           | Slovenia                                                                | 2 – 1                                                                   | Ungheria                                                                | Amichevole                                                              | 1                                                                       | 46’                                                                     |
| 6-9-2003                                                                | Lubiana                                                                 | Slovenia                                                                | 3 – 1                                                                   | Israele                                                                 | Qual. Euro 2004                                                         | -                                                                       |                                                                         |
| 10-9-2003                                                               | Lubiana                                                                 | Slovenia                                                                | 0 – 2                                                                   | Francia                                                                 | Qual. Euro 2004                                                         | -                                                                       | 55’                                                                     |
| 11-10-2003                                                              | Limassol                                                                | Cipro                                                                   | 2 – 2                                                                   | Slovenia                                                                | Qual. Euro 2004                                                         | -                                                                       |                                                                         |
| 15-11-2003                                                              | Zagabria                                                                | Croazia                                                                 | 1 – 1                                                                   | Slovenia                                                                | Qual. Euro 2004                                                         | -                                                                       | 80’                                                                     |
| 19-11-2003                                                              | Lubiana                                                                 | Slovenia                                                                | 0 – 1                                                                   | Croazia                                                                 | Qual. Euro 2004                                                         | -                                                                       | 68’                                                                     |
| 18-2-2004                                                               | San Fernando                                                            | Polonia                                                                 | 2 – 0                                                                   | Slovenia                                                                | Amichevole                                                              | -                                                                       | 75’                                                                     |
| 31-3-2004                                                               | Celje                                                                   | Slovenia                                                                | 0 – 1                                                                   | Lettonia                                                                | Amichevole                                                              | -                                                                       | 53’                                                                     |
| 4-9-2004                                                                | Celje                                                                   | Slovenia                                                                | 3 – 0                                                                   | Moldavia                                                                | Qual. Mondiali 2006                                                     | -                                                                       | 86’                                                                     |
| 8-9-2004                                                                | Glasgow                                                                 | Scozia                                                                  | 0 – 0                                                                   | Slovenia                                                                | Qual. Mondiali 2006                                                     | -                                                                       | 80’                                                                     |
| 9-10-2004                                                               | Celje                                                                   | Slovenia                                                                | 1 – 0                                                                   | Italia                                                                  | Qual. Mondiali 2006                                                     | -                                                                       | 73’                                                                     |
| 13-10-2004                                                              | Oslo                                                                    | Norvegia                                                                | 3 – 0                                                                   | Slovenia                                                                | Qual. Mondiali 2006                                                     | -                                                                       |                                                                         |
| 17-11-2004                                                              | Trnava                                                                  | Slovacchia                                                              | 0 – 0                                                                   | Slovenia                                                                | Amichevole                                                              | -                                                                       | 88’                                                                     |
| 26-3-2005                                                               | Celje                                                                   | Slovenia                                                                | 0 – 1                                                                   | Germania                                                                | Amichevole                                                              | -                                                                       | 74’                                                                     |
| 4-6-2005                                                                | Minsk                                                                   | Bielorussia                                                             | 1 – 1                                                                   | Slovenia                                                                | Qual. Mondiali 2006                                                     | -                                                                       | 68’ 90+2’                                                               |
| 17-8-2005                                                               | Swansea                                                                 | Galles                                                                  | 0 – 0                                                                   | Slovenia                                                                | Amichevole                                                              | -                                                                       | 46’                                                                     |
| 7-9-2005                                                                | Chișinău                                                                | Moldavia                                                                | 1 – 2                                                                   | Slovenia                                                                | Qual. Mondiali 2006                                                     | -                                                                       | 88’                                                                     |
| 31-5-2006                                                               | Celje                                                                   | Slovenia                                                                | 3 – 1                                                                   | Trinidad e Tobago                                                       | Amichevole                                                              | -                                                                       | 82’                                                                     |
| 4-6-2006                                                                | Bondoufle                                                               | Costa d'Avorio                                                          | 3 – 0                                                                   | Slovenia                                                                | Amichevole                                                              | -                                                                       | 71’                                                                     |
| 15-8-2006                                                               | Celje                                                                   | Slovenia                                                                | 1 – 1                                                                   | Israele                                                                 | Amichevole                                                              | 1                                                                       | 62’                                                                     |
| 7-2-2007                                                                | Domžale                                                                 | Slovenia                                                                | 1 – 0                                                                   | Estonia                                                                 | Amichevole                                                              | -                                                                       | 51’ 74’                                                                 |
| 28-3-2007                                                               | Celje                                                                   | Slovenia                                                                | 0 – 1                                                                   | Paesi Bassi                                                             | Qual. Euro 2008                                                         | -                                                                       | 61’                                                                     |
| 2-6-2007                                                                | Celje                                                                   | Slovenia                                                                | 1 – 2                                                                   | Romania                                                                 | Qual. Euro 2008                                                         | -                                                                       | 17’ 83’                                                                 |
| 6-6-2007                                                                | Timișoara                                                               | Romania                                                                 | 2 – 0                                                                   | Slovenia                                                                | Qual. Euro 2008                                                         | -                                                                       | 77’                                                                     |
| 22-8-2007                                                               | Podgorica                                                               | Montenegro                                                              | 1 – 1                                                                   | Slovenia                                                                | Amichevole                                                              | -                                                                       | 78’                                                                     |
| 9-2-2011                                                                | Tirana                                                                  | Albania                                                                 | 1 – 2                                                                   | Slovenia                                                                | Amichevole                                                              | -                                                                       | 66’                                                                     |
| 29-3-2011                                                               | Belfast                                                                 | Irlanda del Nord                                                        | 0 – 0                                                                   | Slovenia                                                                | Qual. Euro 2012                                                         | -                                                                       | 90’                                                                     |
| Totale                                                                  |                                                                         | Presenze                                                                | 34                                                                      |                                                                         | Reti                                                                    | 2                                                                       |                                                                         |

## Palmarès

### Club
- Druga slovenska nogometna liga: 1

Koper: 1999-2000
- Fußball-Regionalliga: 1

Unterhaching: 2002-2003